# Шести конгрес КПЈ
Шести конгрес Комунистичке партије Југославије (словен. Šesti kongres Komunistične partije Jugoslavije) одржан је од 2. до 7. новембра 1952. у Загребу. Конгресу је присуствовало 2.022 делегата, који су представљали 779.382 члана КПЈ. Поред изабраних делегата Конгресу је присуствовало и око 400 гостију - политичких, друштвених и јавних радника из читаве Југославије, као и делегације иностраних комунистичких и социјалистичких партија.

## Рад Конгреса
На овом Конгресу дошло је до реформских промена у партији. Донет је нови Статут по ком је партији промењен је назив у Савез комуниста Југославије (словен. Zveza komunistov Jugoslavije). Ојачана је независност основних партијских организација и нижих руководстава и укинут је кандидатски стаж за пријем у Партију, као и кандидатски стаж за чланове Централног комитета. Такође Конгрес је одлучио да се Народни фронт Југославије (НОФ) претвори у масовну политичку организацију и преименује у Социјалистички савез радног народа Југославије.
У току рада Конгреса поднета су два реферата. Први реферат под називом „Борба комуниста Југославије за социјалистичку демократију“
поднео је Јосип Броз Тито, а други реферат под називом „О предлогу новог Статута Комунистичке партије Југославије“ поднео је Александар Ранковић.
На крају Конгреса је изабран нови Централни комитет, од 109 чланова и Централна ревизиона комисија, од 23 члана. На првој седници Централног комитета одржаној по завршетку рада Конгреса, за генералног секретара СКЈ изабран је Јосип Броз Тито. На истој седници изабрани су и чланови Извршног комитета и Секретаријата Извршног комитета.

## Чланови ЦК СКЈ
- Чланови Централног комитета Савеза комуниста Југославије, изабрани на Шестом конгресу:

Виктор Авбељ, Риста Антуновић, Љупчо Арсов, Вера Ацева, Спасенија Цана Бабовић, Владимир Бакарић, Алеш Беблер, Влајко Беговић, Марко Белинић, Анка Берус, Антун Бибер, Јаков Блажевић, Иван Божичевић, Звонко Бркић, Хасан Бркић, Јосип Броз Тито, Јован Веселинов, Вељко Влаховић, Светозар Вукмановић, Страхил Гигов, Иван Гошњак, Павле Грегорић, Угљеша Даниловић, Пеко Дапчевић, Владимир Дедијер, Стеван Дороњски, Илија Дошен, Ратко Дугоњић, Милован Ђилас, Вељко Зековић, Борис Зихерл, Владо Јанић, Блажо Јовановић, Иса Јовановић, Нико Јуринчић, Стане Кавчич, Осман Карабеговић, Иван Караиванов, Едвард Кардељ, Никола Ковачевић, Лазар Колишевски, Славко Комар, Иван Крајачић, Борис Крајгер, Сергеј Крајгер, Отмар Креачић, Владимир Кривиц, Вицко Крстуловић, Воја Лековић, Франц Лескошек, Шефкет Маглајлић, Пашага Манџић, Миха Маринко, Мома Марковић, Божидар Масларић, Иван Мачек, Цвијетин Мијатовић, Милош Минић, Никола Минчев, Митра Митровић, Вељко Мићуновић, Карло Мразовић, Андрија Мугоша, Коста Нађ, Наум Наумовски, Раја Недељковић, Милијан Неоричић, Џавид Нимани, Ђоко Пајковић, Слободан Пенезић Крцун, Пуниша Перовић, Душан Петровић Шане, Моша Пијаде, Крсто Попивода, Владо Поповић, Коча Поповић, Милентије Поповић, Јоже Потрч, Миле Почуча, Срђа Прица, Ђуро Пуцар Стари, Добривоје Радосављевић Боби, Александар Ранковић, Иван Регент, Пашко Ромац, Иван Рукавина, Ђуро Салај, Никола Секулић, Видоје Смилевски, Петар Стамболић, Драги Стаменковић, Светислав Стефановић, Велимир Стојнић, Борко Темелковски, Мијалко Тодоровић, Вида Томшич, Цветко Узуновски, Јанез Хрибар, Јосип Хрнчевић, Авдо Хумо, Јосип Цази, Крсте Црвенковски, Родољуб Чолаковић, Михаило Швабић, Владо Шегрт, Лидија Шентјурц, Пал Шоти и Мика Шпиљак.
- Чланови Централне ревизионе комисије, изабрани на Шестом конгресу:

Митар Бакић, Милутин Балтић, Томо Брејц, Саво Брковић, Ванчо Бурзевски, Добривоје Видић, Дмитар Влахов, Димитрије Георгијевић, Милинко Ђуровић, Грга Јанкес, Павле Јовићевић, Хајро Капетановић, Јово Капичић, Душанка Ковачевић, Лео Матес, Љубинка Милосављевић, Милосав Милосављевић, Мара Нацева, Грујо Новаковић, Радован Папић, Анте Роје, Јанко Рудолф и Фадиљ Хоџа.
- Чланови Извршног комитета Централног комитета СКЈ, по завршетку Шестог конгреса:

Владимир Бакарић, Јосип Броз Тито, Светозар Вукмановић, Иван Гошњак, Милован Ђилас, Едвард Кардељ, Борис Кидрич, Лазар Колишевски, Франц Лескошек, Моша Пијаде, Ђуро Пуцар Стари, Александар Ранковић и Ђуро Салај.
- Чланови Секретаријата Извршног комитета Централног комитета СКЈ, по завршетку Шестог конгреса:

Јосип Броз Тито, Иван Гошњак, Милован Ђилас, Едвард Кардељ, Борис Кидрич и Александар Ранковић.